# Aire urbaine de Perpignan
L'aire urbaine de Perpignan  est une aire urbaine française centrée sur Perpignan. Elle est composée de 66 communes, toutes situées dans les Pyrénées-Orientales. Ses 323 388 habitants en 2017 font d'elle la 31e aire urbaine de France.

## La notion d'aire urbaine
D'après l'INSEE, une aire urbaine est un ensemble de communes, composé de communes urbaines (faisant partie de l'agglomération) et de communes rurales (faisant partie de la couronne périurbaine). Pour qu'une commune soit membre d'une aire urbaine, il faut qu'au moins 40 % de ses habitants travaille dans le pôle urbain (l'agglomération) ou la ville-centre (ici, Perpignan). En 2020 elle devient l'aire d'attraction de Perpignan.

## Caractéristiques
En 2020, l'Insee définit un nouveau zonage d'étude : les aires d'attraction des villes. L'aire d'attraction de Perpignan remplace désormais son aire urbaine, avec un périmètre différent.
Quinze communes de l'aire urbaine font partie du pôle urbain de l'unité urbaine de Perpignan, trois de l'unité urbaine de Saint-Laurent-de-la-Salanque, trois de l'unité urbaine de Thuir et l'Unité urbaine de Canet-en-Roussillon composée d'une seule commune. En 2020 elle englobe l'unité urbaine d'Ille-sur-Têt dans la nouvelle aire d'attraction de Perpignan.

## Population et société

### Démographie
L'évolution démographique ci-dessous concerne l'aire urbaine selon le périmètre défini en 2010.
| 1968    | 1975    | 1982    | 1990    | 1999    | 2009    | 2011    | 2014    | 2015    | 2016    | 2017    |
| ------- | ------- | ------- | ------- | ------- | ------- | ------- | ------- | ------- | ------- | ------- |
| 178 059 | 193 323 | 222 158 | 241 758 | 260 977 | 300 221 | 305 546 | 317 155 | 320 785 | 323 181 | 323 388 |

## Composition selon la délimitation de 2010
L'aire urbaine de Perpignan est composée selon la délimitation de 2010 de 66 communes. La commune de Llauro, qui en faisait partie selon la délimitation de 1999, est désormais considérée comme multipolarisée des grands pôles.
| Code INSEE | Commune                          | Type                  | Département         | Superficie (km²) | Population (2017) | Densité (hab./km²) |
| ---------- | -------------------------------- | --------------------- | ------------------- | ---------------- | ----------------- | ------------------ |
| 66011      | Bages                            | Commune monopolarisée | Pyrénées-Orientales | +0011,95         | +0 0004 174,      | +00348,            |
| 66012      | Baho                             | Pôle urbain           | Pyrénées-Orientales | +0007,9          | +0 0003 217,      | +00407,            |
| 66014      | Baixas                           | Commune monopolarisée | Pyrénées-Orientales | +0018,91         | +0 0002 573,      | +00136,            |
| 66015      | Banyuls-dels-Aspres              | Commune monopolarisée | Pyrénées-Orientales | +0010,53         | +0 0001 259,      | +00120,            |
| 66017      | Le Barcarès                      | Commune monopolarisée | Pyrénées-Orientales | +0011,65         | +0 0005 915,      | +00508,            |
| 66019      | Bélesta                          | Commune monopolarisée | Pyrénées-Orientales | +0026,94         | +00 000221,       | +00011,            |
| 66021      | Bompas                           | Pôle urbain           | Pyrénées-Orientales | +0005,7          | +0 0007 254,      | +01 273,           |
| 66026      | Brouilla                         | Commune monopolarisée | Pyrénées-Orientales | +0007,83         | +0 0001 437,      | +00180,            |
| 66028      | Cabestany                        | Pôle urbain           | Pyrénées-Orientales | +0010,42         | +00010 106,       | +00970,            |
| 66029      | Caixas                           | Commune monopolarisée | Pyrénées-Orientales | +0028,11         | +00 000142,       | +0 0005,1          |
| 66030      | Calce                            | Commune monopolarisée | Pyrénées-Orientales | +0023,77         | +00 000210,       | +0 0008,8          |
| 66032      | Calmeilles                       | Commune monopolarisée | Pyrénées-Orientales | +0013,22         | +000 00059,       | +0 0004,5          |
| 66033      | Camélas                          | Commune monopolarisée | Pyrénées-Orientales | +0012,72         | +00 000464,       | +00036,            |
| 66037      | Canet-en-Roussillon              | Commune monopolarisée | Pyrénées-Orientales | +0030,22         | +00012 130,       | +00542,            |
| 66038      | Canohès                          | Pôle urbain           | Pyrénées-Orientales | +0008,56         | +0 0006 097,      | +00512,            |
| 66040      | Casefabre                        | Commune monopolarisée | Pyrénées-Orientales | +0006,99         | +000 00040,       | +0 0005,7          |
| 66041      | Cases-de-Pène                    | Commune monopolarisée | Pyrénées-Orientales | +0013,38         | +00 000926,       | +00069,            |
| 66044      | Castelnou                        | Commune monopolarisée | Pyrénées-Orientales | +0019,28         | +00 000315,       | +00016,            |
| 66050      | Claira                           | Commune monopolarisée | Pyrénées-Orientales | +0019,34         | +0 0004 181,      | +00216,            |
| 66055      | Corbère                          | Commune monopolarisée | Pyrénées-Orientales | +0007,25         | +00 000733,       | +00101,            |
| 66056      | Corbère-les-Cabanes              | Commune monopolarisée | Pyrénées-Orientales | +0004,14         | +0 0001 070,      | +00258,            |
| 66058      | Corneilla-la-Rivière             | Commune monopolarisée | Pyrénées-Orientales | +0011,9          | +0 0001 991,      | +00167,            |
| 66069      | Espira-de-l'Agly                 | Commune monopolarisée | Pyrénées-Orientales | +0026,77         | +0 0003 455,      | +00129,            |
| 66071      | Estagel                          | Commune monopolarisée | Pyrénées-Orientales | +0020,83         | +0 0002 016,      | +00097,            |
| 66084      | Fourques                         | Commune monopolarisée | Pyrénées-Orientales | +0009,39         | +0 0001 280,      | +00136,            |
| 66096      | Latour-de-France                 | Commune monopolarisée | Pyrénées-Orientales | +0013,94         | +0 0001 026,      | +00074,            |
| 66101      | Llupia                           | Commune monopolarisée | Pyrénées-Orientales | +0006,88         | +0 0001 943,      | +00282,            |
| 66108      | Millas                           | Commune monopolarisée | Pyrénées-Orientales | +0019,12         | +0 0004 279,      | +00224,            |
| 66112      | Montauriol                       | Commune monopolarisée | Pyrénées-Orientales | +0011,1          | +00 000247,       | +00022,            |
| 66114      | Montescot                        | Commune monopolarisée | Pyrénées-Orientales | +0006,02         | +0 0001 712,      | +00284,            |
| 66118      | Montner                          | Commune monopolarisée | Pyrénées-Orientales | +0010,98         | +00 000348,       | +00032,            |
| 66121      | Néfiach                          | Commune monopolarisée | Pyrénées-Orientales | +0008,81         | +0 0001 280,      | +00145,            |
| 66127      | Opoul-Périllos                   | Commune monopolarisée | Pyrénées-Orientales | +0050,53         | +0 0001 199,      | +00024,            |
| 66129      | Ortaffa                          | Commune monopolarisée | Pyrénées-Orientales | +0008,49         | +0 0001 481,      | +00174,            |
| 66134      | Passa                            | Commune monopolarisée | Pyrénées-Orientales | +0013,47         | +00 000820,       | +00061,            |
| 66136      | Perpignan                        | Pôle urbain           | Pyrénées-Orientales | +0068,07         | +00120 158,       | +01 765,           |
| 66138      | Peyrestortes                     | Pôle urbain           | Pyrénées-Orientales | +0007,96         | +0 0001 427,      | +00179,            |
| 66140      | Pézilla-la-Rivière               | Pôle urbain           | Pyrénées-Orientales | +0015,62         | +0 0003 662,      | +00234,            |
| 66141      | Pia                              | Pôle urbain           | Pyrénées-Orientales | +0013,18         | +0 0009 035,      | +00686,            |
| 66144      | Pollestres                       | Commune monopolarisée | Pyrénées-Orientales | +0008,3          | +0 0004 887,      | +00589,            |
| 66145      | Ponteilla                        | Commune monopolarisée | Pyrénées-Orientales | +0013,78         | +0 0002 738,      | +00199,            |
| 66164      | Rivesaltes                       | Pôle urbain           | Pyrénées-Orientales | +0028,76         | +0 0008 610,      | +00299,            |
| 66170      | Sainte-Colombe-de-la-Commanderie | Commune monopolarisée | Pyrénées-Orientales | +0004,74         | +00 000153,       | +00032,            |
| 66172      | Saint-Estève                     | Pôle urbain           | Pyrénées-Orientales | +0011,67         | +00011 658,       | +00999,            |
| 66173      | Saint-Féliu-d'Amont              | Pôle urbain           | Pyrénées-Orientales | +0006,11         | +0 0001 133,      | +00185,            |
| 66174      | Saint-Féliu-d'Avall              | Pôle urbain           | Pyrénées-Orientales | +0010,79         | +0 0002 797,      | +00259,            |
| 66176      | Saint-Hippolyte                  | Commune monopolarisée | Pyrénées-Orientales | +0014,65         | +0 0003 052,      | +00208,            |
| 66177      | Saint-Jean-Lasseille             | Commune monopolarisée | Pyrénées-Orientales | +0002,89         | +0 0001 540,      | +00533,            |
| 66180      | Saint-Laurent-de-la-Salanque     | Commune monopolarisée | Pyrénées-Orientales | +0012,4          | +00010 246,       | +00827,            |
| 66182      | Sainte-Marie                     | Commune monopolarisée | Pyrénées-Orientales | +0010,29         | +0 0004 773,      | +00464,            |
| 66186      | Saint-Nazaire                    | Commune monopolarisée | Pyrénées-Orientales | +0010,33         | +0 0002 688,      | +00260,            |
| 66189      | Saleilles                        | Commune monopolarisée | Pyrénées-Orientales | +0006,12         | +0 0005 282,      | +00863,            |
| 66190      | Salses-le-Château                | Commune monopolarisée | Pyrénées-Orientales | +0071,28         | +0 0003 501,      | +00049,            |
| 66195      | Le Soler                         | Pôle urbain           | Pyrénées-Orientales | +0010,35         | +0 0007 710,      | +00745,            |
| 66207      | Terrats                          | Commune monopolarisée | Pyrénées-Orientales | +0007,32         | +00 000640,       | +00087,            |
| 66210      | Thuir                            | Commune monopolarisée | Pyrénées-Orientales | +0019,9          | +0 0007 635,      | +00384,            |
| 66211      | Tordères                         | Commune monopolarisée | Pyrénées-Orientales | +0009,91         | +00 000165,       | +00017,            |
| 66212      | Torreilles                       | Commune monopolarisée | Pyrénées-Orientales | +0017,14         | +0 0003 812,      | +00222,            |
| 66213      | Toulouges                        | Pôle urbain           | Pyrénées-Orientales | +0008,04         | +0 0006 881,      | +00856,            |
| 66214      | Tresserre                        | Commune monopolarisée | Pyrénées-Orientales | +0011,21         | +0 0001 066,      | +00095,            |
| 66217      | Trouillas                        | Commune monopolarisée | Pyrénées-Orientales | +0017,01         | +0 0002 067,      | +00122,            |
| 66224      | Villelongue-de-la-Salanque       | Commune monopolarisée | Pyrénées-Orientales | +0007,21         | +0 0003 254,      | +00451,            |
| 66226      | Villemolaque                     | Commune monopolarisée | Pyrénées-Orientales | +0006,           | +0 0001 370,      | +00228,            |
| 66227      | Villeneuve-de-la-Raho            | Commune monopolarisée | Pyrénées-Orientales | +0011,41         | +0 0003 926,      | +00344,            |
| 66228      | Villeneuve-la-Rivière            | Pôle urbain           | Pyrénées-Orientales | +0004,38         | +0 0001 316,      | +00300,            |
| 66231      | Vingrau                          | Commune monopolarisée | Pyrénées-Orientales | +0032,           | +00 000606,       | +00019,            |
|            | Total                            |                       |                     | +0996,9          | +00323 388,       | +00304,            |